# (2244) Tesla
(2244) Tesla ist ein Asteroid im Hauptgürtel zwischen Mars und Jupiter. Er wurde am 22. Oktober 1952 von dem serbischen Astronomen Milorad B. Protić entdeckt und dem berühmten serbischstämmigen Erfinder in den Vereinigten Staaten Nikola Tesla gewidmet.
(2244) Tesla hat einen Exzentrizitätswert von 0,178. Die Neigung der Bahnebene zur Referenzebene beträgt etwa 8°. Der Asteroid wurde nach Spektralanalysen aus dem Jahr 1995 und 2002 nach der SMASS-Methode als Asteroid des Typs C klassifiziert. Asteroiden dieses Typs sind mit einem Anteil von 75 % die am häufigsten vorkommenden Typen.
Tesla hat eine kohlenstoffartige Oberfläche, was sein geringes Reflexionsvermögen, eine Albedo von nur 0,05, erklärt.